# Slowakische Fußballnationalmannschaft/Olympische Spiele
Die slowakische Nationalmannschaft hatte ihr Debüt nach der Auflösung der Tschechoslowakei auf der olympischen Bühne bei den Spielen im Jahr 2000. Seitdem nahm bislang noch keine weitere Mannschaft an einem olympischen Turnier teil.

## Ergebnisse bei den Olympischen Spielen

### Vor 2000
Nach der Gründung der U-21-Mannschaft gelang es nicht sich für die U-21-Europameisterschaft 1996 und 1998 zu qualifizieren. Damit hatte man auch keine Möglichkeit für das olympische Turnier zu qualifizieren.

### 2000
Als Gastgeber nahm die U-21 erstmals bei der U-21-Europameisterschaft 2000 teil und konnte sich hier auf dem vierten Platz positionieren. Damit durfte eine Mannschaft des Verbandes auch bei dem olympischen Fußballturnier ein paar Monate später starten. Die Auswahl traf hier in der Gruppenphase dann auf Brasilien, Japan und Südafrika. Am Ende gelangen durch einen 2:1-Sieg im letzten Spiel über Südafrika noch einmal drei Punkte, womit die Mannschaft trotzdem auf dem letzten Platz ihrer Gruppe landete.

### Seit 2004
Seitdem gelang es der U-21-Mannschaft erst einmal wieder sich für die Europameisterschaft zu qualifizieren. Hier endete die Teilnahme dann aber auch schon in der Gruppenphase. Damit nahm man bis heute auch noch an keinem weiteren olympischen Turnier teil.